# Feldhauser Moor
Das Feldhauser Moor ist ein Naturschutzgebiet in der niedersächsischen Gemeinde Schortens im Landkreis Friesland.
Das Naturschutzgebiet mit dem Kennzeichen NSG WE 168 ist 12 Hektar groß. Es schützt den Rest eines Hochmoores und ist das einzige noch vorhandene Moorgebiet in der Gemeinde Schortens. Im Feldhauser Moor gibt es großflächige Bestände des Gagelstrauchs.
Das Gebiet steht seit dem 28. März 1986 unter Naturschutz. Zuständige untere Naturschutzbehörde ist der Landkreis Friesland.